# Carrer de la Guàrdia (Gósol)
Carrer de la Guàrdia és una obra de Gósol (Berguedà) inclosa a l'Inventari del Patrimoni Arquitectònic de Catalunya.

## Descripció
El carrer de la Guàrdia és un dels més estrets i irregulars de Gósol. Va des de la plaça del doctor Pedró i Pons fins a endinsar-se en les últimes cases de la vila pel cantó d'orient. Les cases, amb parament de pedra i alguns elements de fusta, es troben a ambdós costats. La major part són força baixes, de planta baixa i pis, amb poques obertures i moltes d'elles, en desnivell, adaptant-se a la topografia accidentada del municipi.

## Història
La indústria tèxtil de les mantes de Gósol, ja d'origen medieval, prosperà àmpliament durant els segles xvii i XIX, obrint noves possibilitats d'expansió a la vila. A poc a poc es començaren a construir noves cases fora dels murs del vell poble, presidit pel castell. També sorgiren carrers nous com el de la pujada del Tossal al segle xvii, o ja al segle xviii molts dels actuals, quedant constituït com ho coneixem actualment a principis del segle xix.